# کایلی واگت
کایلی واگت (انگلیسی: Kyle Vogt؛ زادهٔ ۱ ژانویهٔ ۱۹۸۲) کارآفرین و اهالی کسب‌وکار اهل ایالات متحده آمریکا است، که در سال ۲۰۱۳ شرکت کروز ال‌ال‌سی را تأسیس کرد.